# 斯特雷姆茨鄉

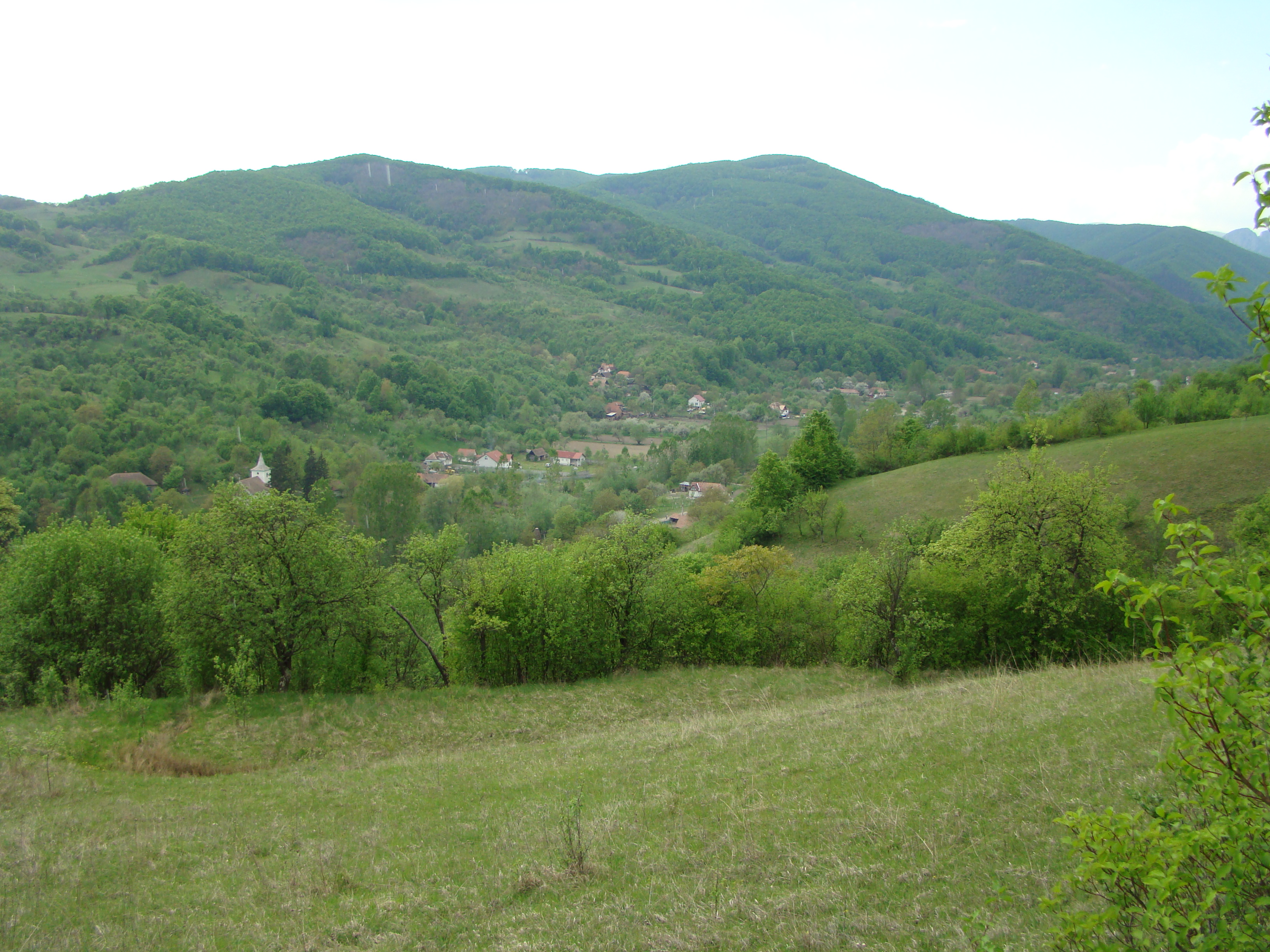

46°13′N 23°38′E / 46.217°N 23.633°E
斯特雷姆茨鄉（羅馬尼亞語：Comuna Stremț, Alba），是羅馬尼亞的鄉份，位於該國中部，由阿爾巴縣負責管轄，面積62平方公里，海拔高度297米，2011年人口2,418，人口密度每平方公里46人。